# Giovanni Pellegrini
Giovanni Pellegrini (Milano, 28 settembre 1908 – Como, 11 maggio 1995) è stato un architetto italiano.

## Biografia
Si laureò in architettura civile sotto Cesare Chiodi nel 1931 al Politecnico di Milano, ottenne l'abilitazione presso la Scuola superiore di Roma e si iscrisse all'albo dell'ordine degli architetti di Milano nel 1932.
Iniziò a lavorare per lo studio di Alberto Alpago Novello, Ottavio Cabiati e Guido Ferrazza, che lo inviò in Libia all'inizio del 1933 per il progetto del piano regolatore di Tripoli e per guidare il cantiere della cattedrale di Bengasi. Interessatosi sin da subito all'architettura coloniale, aprì un proprio studio professionale a Tripoli e progettò numerosi edifici e piani urbanisitici per la Tripolitania, con particolare attenzione all'edilizia privata. Tre le sue principali realizzazioni degli anni trenta ci sono la villa Bonura, la villa Burei, la villa Salvi, in collaborazione con l'ingegnere Vittorio Agujari, la casa Langabardi, la villa Corradi di Porta Gargaresc con Francesco Bono, e varie residenze insieme a Roberto Moiraghi; nell'ambito della colonizzazione demografica intensiva degli anni 1938-1939, progettò alcuni centri rurali quali il villaggio Baracca (Farzuga), i borghi Corradini (Gasr Garabulli) e Marconi (Tarhuna), e i villaggi Crispi (Misurata) e Tazzoli (Tripoli) insieme a Umberto Di Segni.
Contribuì allo sviluppo dell'architettura coloniale anche a livello teorico, pubblicando tre saggi fondamentali: L'architettura romana nell'Africa settentrionale, Notizie sullo sviluppo urbanistico della Tripolitania e Manifesto dell'architettura coloniale, tutti e tre sulla rivista «Rassegna di architettura» del 1936.
Nel 1939 partecipò con Carlo Enrico Rava al concorso per il piano regolatore di Verbania.
Pellegrini rientrò in Italia nel gennaio 1943, dopo l'occupazione inglese di Tripoli. Dal 1945 realizzò case popolari per l'INA e sistemazioni urbanistico-architettoniche per la città di Milano: tra le sue ultime opere, un'abitazione in via Carlo Porta, che fu particolarmente criticata. Morì a Como l'11 maggio 1995.